# Hermann Mayer-Falkow
Hermann Mayer-Falkow (* 16. März 1897 in Straßburg  als Hermann Mayer; † 1. August 1963; auch als Hermann Meyer-Falkow geführt) war ein deutscher Schauspieler, Theaterregisseur und Operettensänger.

## Leben
Hermann Mayer-Falkow war Sohn des Regierungsrates Hermann Mayer und seiner Ehefrau Martha. Nach dem Studium am Konservatorium in Straßburg und an Dr. Hoch’s Konservatorium in Frankfurt am Main erhielt er erste Rollen am Neuen Operetten-Theater (Frankfurt am Main). Es schlossen sich Engagements an Bühnen in Remscheid, Herford, Bamberg und dem Theater am Gärtnerplatz in München an. Im Jahr 1932 wurde er Verwaltungsdirektor am Schloßparktheater in Berlin. Ab 1945 war Hermann Mayer-Falkow Mitglied des Ensembles der Volksbühne Berlin. So ist für die Spielzeit 1960/1961 ein Auftritt in dem Einakter Der gemütliche Kommissar von Georges Courteline in einer Inszenierung von Franz Kutschera verzeichnet.
Ab dem Jahr 1928 wirkte er in verschiedenen Filmproduktionen überwiegend in Nebenrollen mit. Darunter befanden sich die Unterhaltungsfilme Die Czardasfürstin von Georg Jacoby mit Marta Eggerth und Hans Söhnker und Kora Terry ebenfalls in der Regie von Georg Jacoby mit Marika Rökk, Will Quadflieg und Josef Sieber. Er spielte aber auch in den nationalsozialistischen Propagandafilmen Spähtrupp Hallgarten und Drei Unteroffiziere, wobei letzterer heute als Vorbehaltsfilm in Deutschland nur noch unter strengen Voraussetzungen aufgeführt werden kann. Ab 1953 war Mayer-Falkow in einigen Spielfilmen der DEFA, wie Die Unbesiegbaren von Arthur Pohl mit Willy A. Kleinau, Werner Peters und Erwin Geschonneck und 1956 in der Politsatire Der Hauptmann von Köln von Slatan Dudow mit Rolf Ludwig, Erwin Geschonneck und Christel Bodenstein, zu sehen. Seine letzte Rolle in einem Spielfilm verkörperte er 1957 in Betrogen bis zum jüngsten Tag in der Regie von Kurt Jung-Alsen mit Rudolf Ulrich, Wolfgang Kieling und Renate Küster. Letztmals trat er in der Fernsehserie Es geschah in Berlin auf, deren Auftaktfolge Trickbetrüger Tubatzki 1963 gedreht und 1965 ausgestrahlt wurde.
Hermann Mayer-Falkow sprach im Jahr 1953 auch in der Hörspielproduktion des Nordwestdeutschen Rundfunks (NWDR) Es wurde dunkel vor dem Abend mit Tilly Lauenstein, Fritz Tillmann und Erich Schellow. Er betätigte sich zudem als Synchronsprecher. So konnte man ihn 1956 in der Produktion der Walt-Disney-Studios Susi und Strolch als deutsche Stimme hören.
Hermann Mayer-Falkow war mit der Schauspielerin und Operettensängerin Betty Sedlmayr verheiratet.

## Filmografie
- 1928: Der Kampf ums Matterhorn
- 1934: Ein Mädchen mit Prokura
- 1934: Ich sing’ mich in dein Herz hinein
- 1934: Die Czardasfürstin
- 1934: Regine
- 1934: Der Herr Senator. Die fliegende Ahnfrau
- 1934: Petersburger Nächte. Walzer an der Newa
- 1935: Winternachtstraum
- 1935: Alles um eine Frau
- 1935: Knock out
- 1935: Endstation
- 1935: Liebesleute
- 1935: Liebeslied
- 1935: Der höhere Befehl
- 1936: Bezirksvertreter gesucht
- 1936: Ein seltsamer Gast
- 1936: Wochenendzauber
- 1936: Boccaccio
- 1936: Glückskinder
- 1936: Port Arthur
- 1936: Es geht um mein Leben
- 1937: Jüngens riecht Lunte
- 1937: Und du mein Schatz fährst mit
- 1937: Menschen ohne Vaterland
- 1937: Die Kronzeugin
- 1937: Mein Sohn, der Herr Minister
- 1937: Das Wiener Modell
- 1937: Unter Ausschluß der Öffentlichkeit
- 1937: Das Quartett
- 1937: Bluff
- 1937: Daphne und der Diplomat
- 1938: Der Fünfzigmarkschein
- 1938: Das große Abenteuer
- 1938: Am seidenen Faden
- 1938: Nanon
- 1938: Schüsse in Kabine 7
- 1938: Kleiner Mann – ganz groß
- 1938: Das Mädchen von gestern Nacht
- 1938: Rote Orchideen
- 1938: Das Verlegenheitskind
- 1939: Ich verweigere die Aussage
- 1939: Drei Unteroffiziere
- 1939: Ich bin gleich wieder da
- 1939: Umwege zum Glück
- 1939: Die Geliebte
- 1939: Flucht ins Dunkel
- 1939: Heimatland
- 1939: Zwölf Minuten nach Zwölf
- 1939: Kongo-Express
- 1940: Mein Mann darf es nicht wissen
- 1940: Falschmünzer
- 1940: Links der Isar – rechts der Spree
- 1940: Kora Terry
- 1940: Der Kleinstadtpoet
- 1940/42: Der große König
- 1941: Spähtrupp Hallgarten
- 1942: Der 5. Juni
- 1952: Frauenschicksale
- 1953: Die Unbesiegbaren
- 1954: Carola Lamberti – Eine vom Zirkus
- 1956: Der Hauptmann von Köln
- 1957: Betrogen bis zum jüngsten Tag
- 1963: Die Laubenpieper (Fernsehserie) – 5 Folgen als Gustav Kuhlbars
- 1965: Es geschah in Berlin – Trickbetrüger Tubatzki (Fernsehserie)

## Theater
- 1960: Georges Courteline: Der gemütliche Kommissar – Regie: Franz Kutschera (Volksbühne Berlin – Theater im 3. Stock)